# 五常楽
五常楽（ごしょうらく・ごじょうらく）は、雅楽の唐楽の曲名の一つ。唐の太宗の作曲と伝えられており、五常といわれる仁・義・礼・知・信を宮・商・角・徴・羽の五音に配したところからきているとも伝えられている。
平調で、舞楽は舞人4人で、構成としては序・詠・破・急の4楽章から成り、序破急を完備する数少ない曲の一つでもある。このうち破と急は管絃としても演奏される。また番舞としては登天楽とセットで用いられる。